# Sowjetischer Ehrenfriedhof im Ilmpark

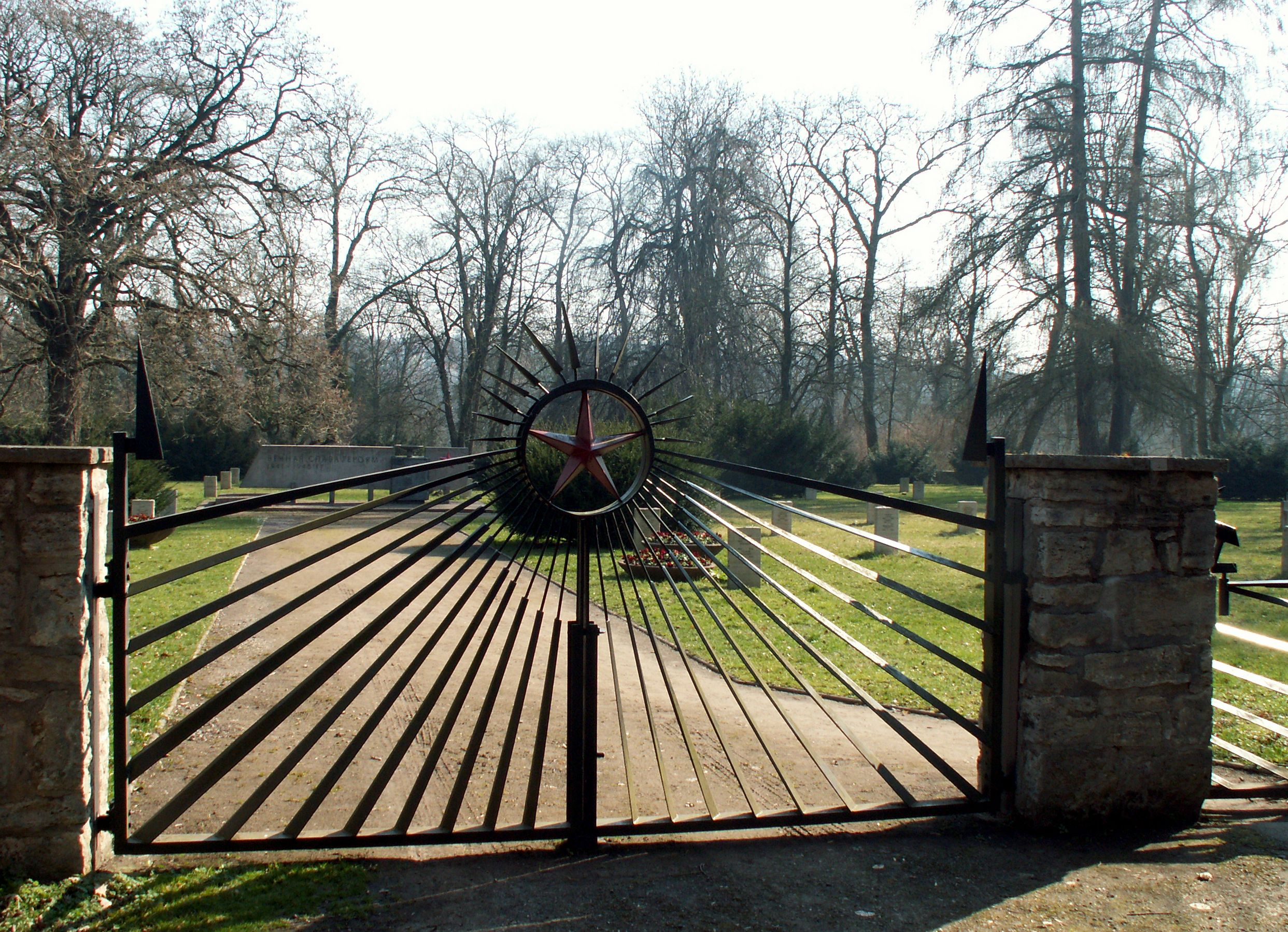
Der Eingang zum Friedhof

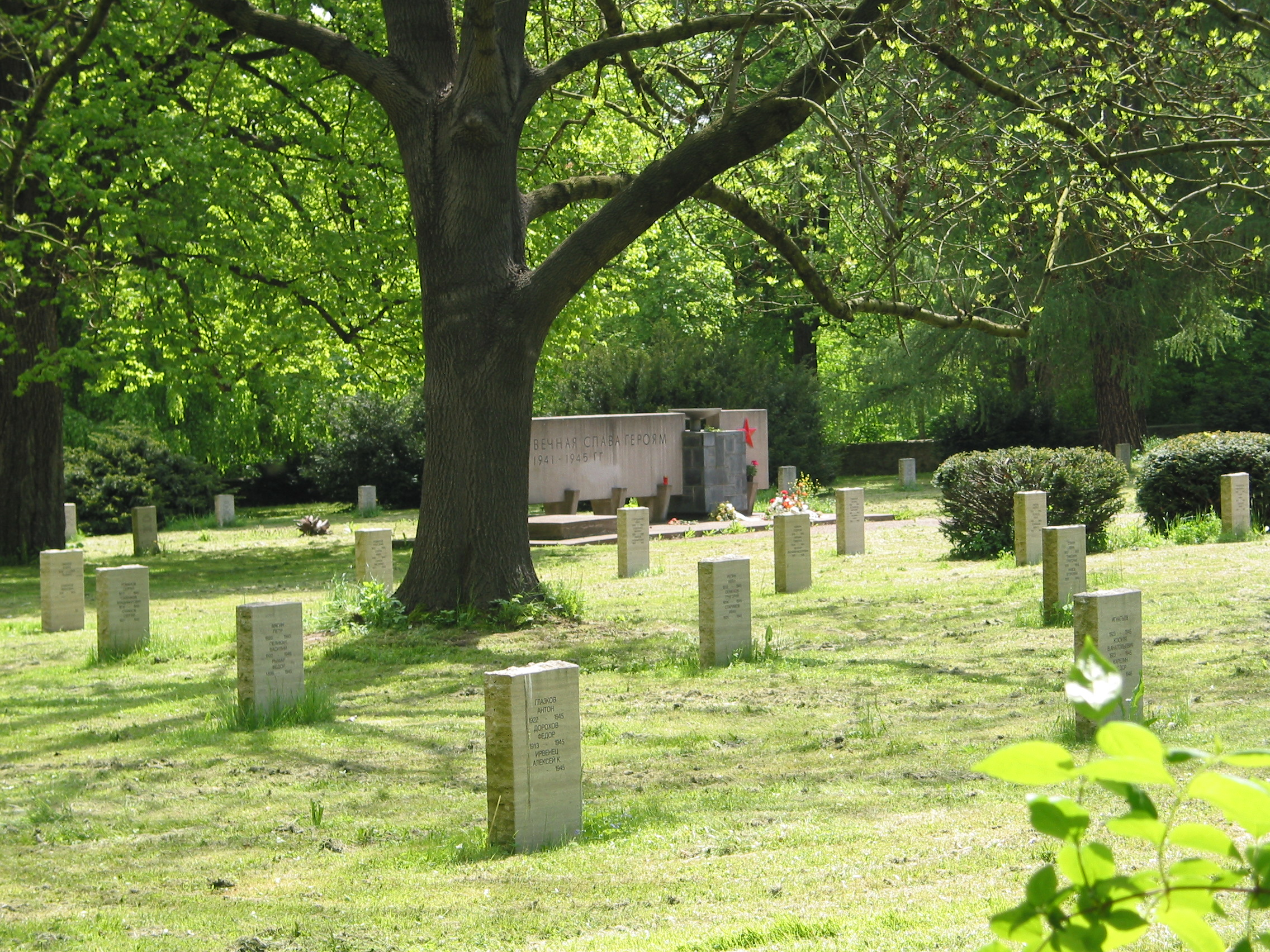
Blick auf den Hauptgedenkstein

Der Sowjetische Ehrenfriedhof im Park an der Ilm hat die Größe von etwa 0,7 ha. Er wurde im Sommer 1945 für Soldaten der Roten Armee angelegt. Die Trägerin dieser Anlage neben dem Eingang zur Parkhöhle und dem Liszt-Denkmal Weimar ist die Stadt Weimar.
Diese Anlage unterliegt dem Kriegsgräberschutz. In der Mitte des Friedhofes befindet sich ein Gedenkstein, welcher neben der Erinnerung an die Einzelschicksale auch als Ort der Dokumentation und als Mahnung für die Besucher dient.
Unweit von Belvedere befindet sich eine weitere derartige Anlage, der Sowjetische Friedhof im Schlosspark von Belvedere.

## Geschichte
Beide Anlagen ließ die Sowjetische Militärverwaltung nach Abzug der amerikanischen Truppen einrichten. Die hundert Grabsteine tragen 597 Namen von 1945/1946 im Krieg getöteten bzw. an Kriegsfolgen verstorbenen Angehörigen der Roten Armee

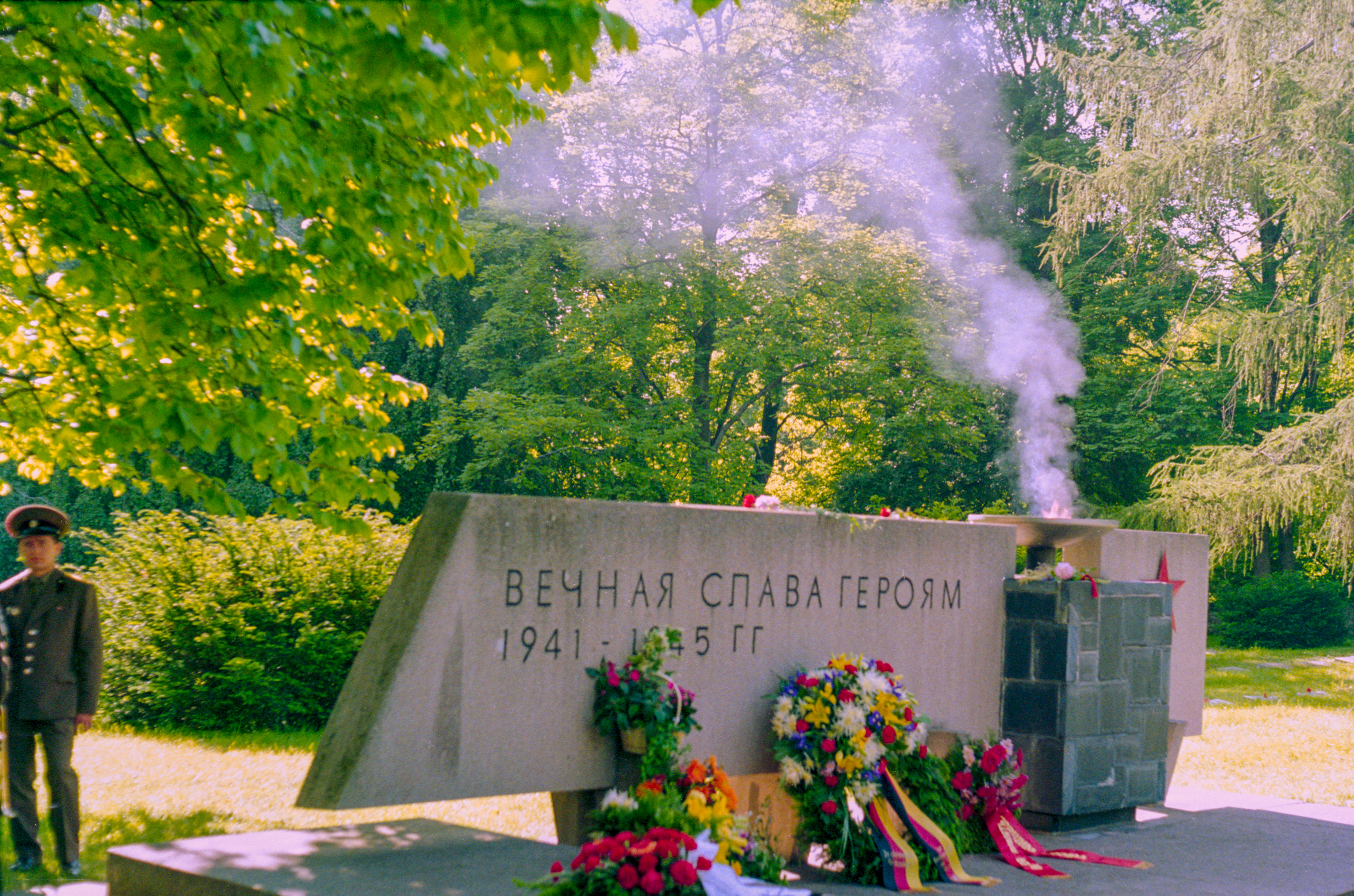
Hauptgedenkstein auf dem Sowjetischen Ehrenfriedhof in Weimar mit russischem Soldaten Juni 1991

Nach 1946 wurde dieser Friedhof nicht mehr belegt. Er sollte die letzte Ruhestätte für die 8. Gardearmee sein, die den opferreichen Weg von Stalingrad nach Berlin zurücklegte. Der Friedhof auf Belvedere wurde bis in die 1970er Jahre belegt.

## Einzelnachweis
1. ↑  Roland Dreßler, Jochen Klauß: Weimarer Friedhöfe. Böhlau, Weimar 1996, ISBN 978-3-412-00496-5, S. 174 f.

Koordinaten: 50° 58′ 29,7″ N, 11° 19′ 53,7″ O